# Gerhard Kowalewski
Pour les articles homonymes, voir Kowalewski.
Gerhard Waldemar Hermann Kowalewski, né le 27 mars 1876 à Alt-Järshagen (province de Poméranie), mort le 21 février 1950 à Gräfelfing, était un mathématicien et astronome allemand.
Ses travaux portèrent sur les domaines de la théorie des transformations et sur la géométrie naturelle.  
Il fut membre de l'Académie de Bohème et de Saxe et reçut le diplôme Lobatchevski. 
En 1919, il dirige la thèse de Saly Ruth Ramler à l'Université Charles de Prague. 